# Roi Kuang de Zhou
Le roi Kuang de Zhou, ou Zhou Kuang wang (chinois : 周匡王), le correcteur de son nom personnel Ji Ban (姬班), fut le vingtième roi de la dynastie Zhou. Son accession au trône fut forcée en -613 par l'état de Jin, à la suite des troubles qui ravageaient le domaine royal des Zhou. Il régna jusqu'en -606.

## Règne

### Crise politique
Sous le règne du roi Qing, les princes Zhou luttaient pour le pouvoir et la situation politique sombra dans le chaos. La situation s'aggrava encore à la mort du roi.

### Le prince Ban à la rescousse
À son accession au trône en -613, la situation politique chez les Zhou était chaotique. Il dut faire face à tous ces troubles et avec l'aide des familles Wei, Han et Zhao, il parvint à redresser la situation. À sa mort, il laissa à son successeur une situation politique stable.

## Succession
Mort sans enfant, c'est son frère cadet qui lui succéda.